# Lactura parallela
Lactura parallela is een vlinder uit de familie van de Lacturidae. De wetenschappelijke naam van de soort is voor het eerst geldig gepubliceerd in 1889 door Meyrick.